# Blumlein-Stereosystem
Das in den 1930er Jahren von Alan Blumlein entwickelte Blumlein-Stereosystem beschreibt eine Stereoaufnahmetechnik mit zwei Mikrofonen. Das Blumlein-Stereomikrofonsystem gehört nach Meinung einiger Forscher und Entwickler zu den bestklingenden Aufnahmeverfahren und zeichnet sich durch eine sehr getreue Raumwiedergabe aus.
Das Blumlein-Verfahren sieht zwei um 90° gekreuzte Achtermikrofone vor. Der Stereoeindruck entsteht durch Pegeldifferenzen (Intensitätsunterschiede) und nicht durch Laufzeitunterschiede der Kanäle. Das Verfahren zählt also zur Intensitätsstereofonie.
Im Idealfall sind die Mikrofone möglichst nah übereinander angeordnet. Das Blumlein Verfahren eignet sich für alle echten Druckgradientenmikrofone mit der Richtcharakteristik einer Acht. Somit bieten sich besonders Kondensatormikrofone oder Bändchenmikrofone an. Im Vergleich zu den anderen Verfahren der Intensitätsstereofonie zeichnet sich das Blumlein-Verfahren durch eine besonders gute Raumwiedergabe und breite Stereobasis aus. Es ergeben sich allerdings auch zwei Nachteile: Zum einen werden die rückwärtigen Schallereignisse allein seitenvertauscht in das Stereobild gespiegelt.  Die Aufnahme der beiden seitlichen Quadranten geschieht verpolt (phasenverkehrt), was zu Auslöschungen im Klangbild führen kann. Des Weiteren nimmt die Reproduktion tiefer Frequenzen mit der Entfernung proportional stärker ab als bei Mikrofonen mit anderen Richtcharakteristiken. Im Gegenzug bieten daher Aufnahmen im MS- oder XY-Stereoverfahren ein deutlich besseres Potenzial zur Basswiedergabe, da hier bei MS auch mit Druckmikrofonen als M-Signal und bei XY auch mit breiten Nieren gearbeitet werden kann.
Ein beliebtes Mikrofon für das Blumlein-Stereosystem ist das Bändchenmikrofon. Ein klassisches Koinzidenzmikrofon (Stereomikrofon mit 2 Kapseln in einem Gehäuse) war das Blumlein-Stereomikrofon. Erfahrene Tonleute empfehlen, die Mikrofone bei stereophoner Blumlein-Anordnung in kurzem Abstand zu den Schallquellen aufzustellen.